# Lovefool
«Lovefool» es una canción escrita por Peter Svensson y Nina Persson de The Cardigans para el tercer álbum de estudio del grupo, First Band on the Moon, lanzado como sencillo el 9 de septiembre de 1996. Fue lanzado como primer sencillo del álbum en 1996 y se convirtió en el primer sencillo internacional de The Cardigans, superando el Billboard Hot 100 Airplay y haciendo apariciones en otras seis listas de Billboard. En 1997, la canción tuvo éxito internacional, alcanzando el número 2 en la lista de UK Singles Chart y un éxito moderado en la mayoría de las listas europeas. El sencillo también encabezó las listas en Nueva Zelanda, y fue certificado Oro en Australia.

## Vídeo musical
La versión estadounidense del vídeo fue dirigida Geoff Moore en Nueva York en el mes de septiembre de 1996.Y nos muestra a un hombre perdido en una isla, que pone un mensaje en una botella para que el mar se la lleve, esperando que llegue a la mujer que aparece leyendo un periódico, la cual se cree es su amante.
El vídeo también muestra a la banda tocando la canción en lo que parece ser el interior de la botella lanzada por el hombre perdido en el mar, así como Nina Persson mirando hacia fuera desde el cuello de la botella  y más tarde a través de un periscopio a la mujer del periódico. A mitad de la canción, la banda también es entrevistada por un equipo de periodistas que llevan consigo equipo de buceo que descienden por una escalera a la habitación.  
La versión internacional-también conocida como el vídeo musical europeo y británico— se puede llamar una historia de amor con una mujer (Nina Persson) que añora a un hombre que mira desde la distancia. El hombre entra en un edificio acompañado por otros hombres (los miembros de la banda) y se sienta antes de poner un casete en un reproductor y comenzar a escucharlo (implicando que la canción es la que la mujer está cantando). Varias mujeres (entre ellas dos mujeres de mediana edad vestidas con poca ropa) entran y tratan de entretener, pero son impresionadas por el hombre que es el objeto del afecto de la mujer gritando mientras se escucha el casete y una mujer danza para él.
Cerca del final del vídeo, la mujer (Nina) entra en el edificio y dice la última frase hacia el final de la canción ("Say that you love me... go on and fool me")  (en español: "Dime que me amas... sigue adelante y engañarme") antes de abrazar al hombre.

## Lista de canciones
1. «Lovefool»
2. «Nasty Sunny Beam»
3. «Iron Man» (First Try)

Re-issue 1
1. «Lovefool» (radio edit)
2. «Lovefool» (Tee's Club Radio)
3. «Lovefool» (Tee's Frozen Sun Mix)
4. «Lovefool» (Puck version)

Re-issue 2
1. «Lovefool» (Radio edit)
2. «Sick & Tired» (live)
3. «Carnival» (live)
4. «Rise & Shine» (live)

## Posicionamiento en listas
| Listas (1996)                            | Mejor posición |
| ---------------------------------------- | -------------- |
| Finnish Singles Chart                    | 5              |
| Irish Singles Chart                      | 11             |
| Swedish Singles Chart                    | 15             |
| UK Singles Chart                         | 2              |
| U.S. Billboard Hot 100 Airplay           | 1              |
| U.S. Billboard Top 40 Mainstream         | 1              |
| U.S. Billboard Adult Top 40              | 2              |
| U.S. Billboard Modern Rock Tracks        | 9              |
| Listas (1997)                            | Mejor posición |
| Australian ARIA Singles Chart            | 11             |
| Austrian Singles Chart                   | 7              |
| French Singles Chart                     | 31             |
| New Zealand Singles Chart                | 1              |
| Swiss Singles Chart                      | 10             |
| Irish Singles Chart (re-issue)           | 13             |
| U.S. Billboard Top 40 Adult Recurrents   | 1              |
| U.S. Billboard Hot Dance Music/Club Play | 5              |
| U.S. Billboard Rhythmic Top 40           | 18             |
| U.S. Billboard Adult Contemporary        | 23             |

## Versiones
- En el 2009, el cantante canadiense pop Justin Bieber reestructuró el estribillo de la versión de The Cardigans y lo usó en su tercer sencillo, "Love Me" de su EP My World.[3]

- Rainbow Chan[4]

- Lea Michele como Rachel Berry versionó esta canción en Glee en su episodio llamado Opening Night.

- El grupo de J-Pop Perfume grabó una versión de este tema al más puro estilo tecnopop para una promoción de Pepsi.

- En 2009 el grupo de reggae argentino Los Cafres grabó una versión de la canción, que fue incluída en el disco "La 100 Vivo" (Volumen 1) con motivo de los 22 años de la FM 99.9 de Buenos Aires.

## Usos en la cultura popular
Además de en Romeo + Julieta, la canción también ha sido utilizado en un episodio de la tercera temporada de la versión americana de The Office, una temporada de un episodio de Nip/Tuck, en la primera temporada de My Name Is Earl, así como las películas de Cruel Intentions y Hot Fuzz (en una parodia de Romeo + Julieta). En 1997, la banda tocó la canción en el episodio de la graduación de Beverly Hills, 90210.
La canción fue utilizada en un anuncio de 2003 del helado Cornetto emitido en el Reino Unido. La canción también apareció en la película Enron, los tipos que estafaron a América (2005) Además, la canción fue tocada en varios episodios de Daria, una serie animada de MTV, y durante la escena de la escuela de baile de alta en un episodio de la serie Syfy Haven.
Además, en una película turca llamada Delibal estrenada en el 2015, la protagonista canta esta canción con su propia voz.
Aparece en el décimo séptimo episodio de la quinta temporada de la serie de televisión musical Glee. Interpretada por Rachel Berry (Lea Michelle).